# 萨拉瓦斯
萨拉瓦斯（法語：Salavas，法語發音：[salavas]）是法国阿尔代什省的一个市镇，位于该省南部，属于拉让蒂耶尔区。

## 地理
萨拉瓦斯（44°23'39"N, 4°22'45"E）面积17.11 平方千米，位于法国奥弗涅-罗讷-阿尔卑斯大区阿尔代什省，该省份为法国东南部内陆省份，北起顺时针与卢瓦尔省、伊泽尔省、德龙省、沃克吕兹省、加尔省、洛泽尔省和上盧瓦爾省接壤。
与萨拉瓦斯接壤的市镇（或旧市镇、城区）包括：格罗皮埃尔、维拉克堡、桑宗、瓦尼亚、瓦隆蓬达尔克。
萨拉瓦斯的时区为UTC+01:00、UTC+02:00（夏令时）。

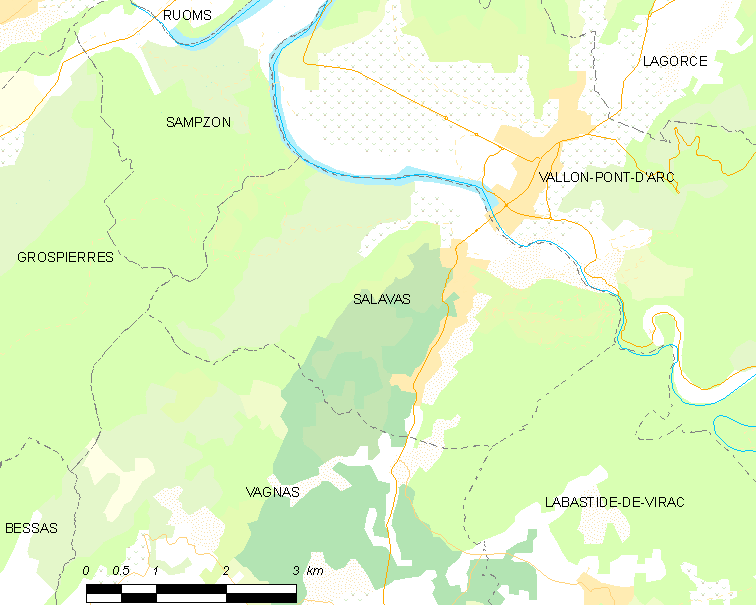
萨拉瓦斯的OSM定位图

## 行政
萨拉瓦斯的邮政编码为07150，INSEE市镇编码为07304。

## 政治
萨拉瓦斯所属的省级选区为瓦隆蓬达尔克县。

## 人口

1962-2008年间萨拉瓦斯人口变化图示

萨拉瓦斯于2022年1月1日时的人口数量为731人。